# Alexis Grivas
Alexis Grivas (Atenas, 5 de noviembre de 1940) es un director de fotografía, periodista, crítico y programador de cine. De origen griego, desarrolló gran parte de su carrera en México, destacó por la fundación del Grupo Cine 70 y por promover la inclusión de filmes mexicanos en festivales internacionales de renombre.

## Biografía
Estudió cine en Atenas y en París, en donde conoció en el Institut des hautes études cinématographiques a Paul Leduc, Rafael Castanedo y Felipe Cazals. Debido al golpe militar en Grecia de 1967, fue invitado por sus amigos mexicanos al país. Fundó el grupo de cine alternativo Cine 70, junto a Leduc, Castanedo, Cazals, Arturo Ripstein, Mariano Sánchez Ventura y Bertha Navarro. Participó como fotógrafo de cine en Olimpiada en México de Paul Leduc y grabando el Movimiento estudiantil de 1968.
Participó en la documentación de giras internacionales del entonces presidente Luis Echeverría, y de la mano de su hermano Rodolfo, quien por entonces encabezaba la Dirección General de Cinematografía de la Secretaría de Gobernación, promovió al cine mexicano en festivales como el de Berlín y el de Cannes. En 1977 volvió a Grecia para seguir su trayectoria profesional, en donde fue asesor del Centro de Cinematografía de ese país en la década de los ochenta. Es miembro fundador de la Muestra de Guadalajara, ahora Festival Internacional de Cine de Guadalajara.
Desde entonces ha participado como fotógrafo de cine en más de cincuenta producciones mexicanas e internacionales.

## Obra
- 1966 - 750,000 (cortometraje, fue director y realizador)
- 1969 - Familiaridades
- 1969 - La hora de los niños
- 1969 - Mictlán
- 1969 - Salón independiente
- 1970 - Q.R.R. (Quien resulte responsable)
- 1970 - Exorcismos
- 1970 - Reed, México insurgente
- 1970 - El juego de Zuzanka
- 1971 - Semana Santa entre los coras
- 1971 - El náufrago de la calle de la Providencia
- 1973 - Los que viven donde sopla el viento suave
- 1973 - Sur: sureste 2604
- 1973 - Juan Pérez Jolote
- 1974 - Homenaje a León Felipe
- 1974 - Viaje a Cuba
- 1974 - Contra la razón y por la fuerza
- 1975 - Cine y futuro
- 1975 - La tierra de todos
- 1975 - Septiembre 22, 1975
- 1975 - Convencer para vencer
- 1977 - Iztapalapa
- 1981 - Beyroutou el lika
- 1981 - To ergostasio
- 1987 - Giannis Rifsos
- 1990 - Eikones gia ton Pavlo Zanna

## Premios y distinciones
- 1973 - Nominado al Premio Ariel a Mejor Fotografía por Reed, México Insurgente
- 2009 - Medalla Salvador Toscano al mérito cinematográfico (Cineteca Nacional)
- 2014 - Caballero de la Orden de las Artes y las Letras de la República Francesa[3]